# Ljutice (Koceljeva)
Ljutice (Servisch cyrillisch Љутице) is een plaats in de Servische gemeente Koceljeva. De plaats telt 593 inwoners (2002).